# Keyser Söze
 (septembre 2020).
Si vous disposez d'ouvrages ou d'articles de référence ou si vous connaissez des sites web de qualité traitant du thème abordé ici, merci de compléter l'article en donnant les références utiles à sa vérifiabilité et en les liant à la section « Notes et références ».
Keyser Söze est un personnage fictif du film Usual Suspects (1995), écrit par Christopher McQuarrie et réalisé par Bryan Singer.

## Description
Keyser Söze est un criminel dont la cruauté et l'influence sont devenues mythiques parmi les forces de l'ordre et les criminels eux-mêmes. Les uns et les autres doutent de son existence, voire la nient. 
Dans le film, Keyser Söze est harcelé par une bande rivale de Hongrois en Turquie, qui ont fait irruption dans sa maison, ont violé sa femme et menacé ses enfants. Plutôt que de voir sa femme et ses enfants tomber aux mains de ses ennemis, Keyser Söze les tue lui-même, puis exécute tous les membres de la bande (sauf un, qui est chargé de répandre la nouvelle). Enfin, il pourchasse et élimine tous leurs proches. 
Une des phrases les plus célèbres du film, prononcée par Verbal Kint, est : « Le coup le plus rusé que le Diable ait jamais réussi, ça a été de faire croire à tout le monde qu'il n'existe pas ». Elle ressemble à une phrase issue du Joueur généreux de Charles Baudelaire (« La plus belle des ruses du diable est de vous persuader qu’il n’existe pas ! »), et sert à faire comprendre l'une des caractéristiques du personnage de Keyser Söze : que tout le monde, même ceux qu'il emploie, en viennent à douter de son existence.

## Identité de Keyser Söze
Dans les dernières minutes du film, le spectateur est amené à comprendre que Roger « Verbal » Kint est un pseudonyme de Söze. Roger « Verbal » Kint est interprété par Kevin Spacey et Keyser Söze, apparaissant en flashback, par Scott B. Morgan.

## Postérité
En juin 2003, il fut classé 48e plus grand méchant de l'histoire du cinéma, dans le classement AFI's 100 Years... 100 Heroes and Villains de l'American Film Institute.

### Films et téléfilms
Diverses références et clins d'œil à Keyser Söze sont faits dans plusieurs séries télévisées : Dr  House, Buffy contre les vampires, Nerdz, NCIS : Enquêtes spéciales, Billions épisode 6, Six pieds sous terre, Cougar Town (épisode 7 de la saison 2), Cobra Kai (épisode 9) et l'épisode 8 de la saison 1 de HPI, etc.[réf. souhaitée]. 
Il est également fait référence à ce méchant dans le film de Clint Eastwood, American Sniper. Il y a également une parodie de Keyser Soze dans Scary Movie : la découverte de la culpabilité de Doofy, sa manière de marcher qui redevient normale et non plus claudicante, etc. Dans l'épisode 3 de la saison 4 du Bureau des légendes (d'Éric Rochant sur Canal+ en 2018), l'agent de la DGSE Jonas, en mission à Nadjaf en Irak, compare Abou Djihad à Keyser Söze. Mais son collègue ne connaît pas Keyser Söze et la remarque est un flop. Dans Bonne Conduite de Jonathan Barré, le capitaine Giordano, amateur de films thrillers, fait plusieurs fois références à Keyser Söze, qu'il confond avec le paronyme Ker Soazig.

### Jeux vidéo
Il est évoqué dans Max Payne et Warcraft III: Reign of Chaos (sous forme d'un code pour tricher).

### Chansons
Verbal Kint est le titre d'ouverture de l'album 17 Reasons du groupe de ska punk américain Link 80. 
Il est également cité dans la chanson de Faf Larage Ta meuf (la caille), dans Mes forces décuplent quand on m'inculpe de Stomy Bugsy (sa démarche est parodiée dans le clip), dans Le monde est à moi de Passi feat Akhenaton, dans VLB de Lino, dans Mes points d'interrogation de Fayçal, dans la chanson Protège-Tibia de Mc Solaar, dans Points communs de Youssoupha, dans Frôler l'paradis de Furax Barbarossa, dans la chanson Un peu de sang de Lomepal, dans Chevalier de Kamini ainsi que dans Et à la fin du groupe Les 3 fromages. 
Il est également cité dans Scarface de Booba, dans Flex de Django, dans Déterminé de Siboy, dans La dernière de DTF, et également titre et cité dans Keyser Söze de Jarod dans son dernier album Rédemption.
Le personnage est cité dans le morceau Avec José de Jul. Un de ses titres, Keyser Söze lui est dédié.

### Littérature
Le personnage El Santino est comparé à Keyser Söze dans Le Livre sans nom.